# میرزا محمد قاجار
میرزا محمد(۱۲۶۶/؟) فرزند میرزا عباس  و نوه عباس میرزا ملک‌آرا  بود که مانند پدرش از حکومت و سیاست دوری کرد و در تبریز به زندگی عادی ادامه داد. او دارای چهار فرزند پسر و سه دختر بود که پسر  بزرگ او میرزا محمد علی  نام داشت.
پسر او میرزا محمد علی بعد در زمان اجباری شدن نام خانوادگی در زمان رضا شاه فامیلی براری خود انتخاب کرد.
1. ↑  اطلاعات از نوادگان او
2. ↑  اطلاعات از نوادگان او